# Katvogel
De (gewone) katvogel (Dumetella carolinensis) is een vogel die in een deel van de Verenigde Staten voorkomt. De katvogel behoort tot de familie van de spotlijsters. Deze vogel moet niet verward worden met de zogenaamde Australaziatisch katvogels, waaronder de grijskopkatvogel. Deze behoren tot de familie van de prieelvogels.

## Kenmerken
De katvogel maakt een mekkerend geluid dat wel wat op dat van een kat lijkt. De vogel is 22-23 cm lang en weegt 35 tot 40 gram. Ze zijn overwegend grijs, waarbij de bovenkop wat donkerder is. De onderstaartdekveren zijn roestkleurig. De snavel is smal en spits, de ogen, poten en snavel zijn donker, bijna zwart. Er is geen verschil tussen de seksen.

## Verspreiding en leefgebied
De katvogel komt voor in de gematigde klimaatzone van Noord-Amerika ten oosten van de Rocky Mountains. Het zijn trekvogels die in de winter naar het zuidoosten van de Verenigde Staten, Mexico en Midden-Amerika trekken.
De vogel broedt in half open landschappen met dichte ondergroei in cultuurgebieden, buitenwijken en stadsparken. In de overwinteringsgebieden hebben ze nog meer de neiging om de menselijke bewoning op te zoeken.
Sparadisch zijn er waarnemingen van de katvogel in Europa en op de Canarische Eilanden.

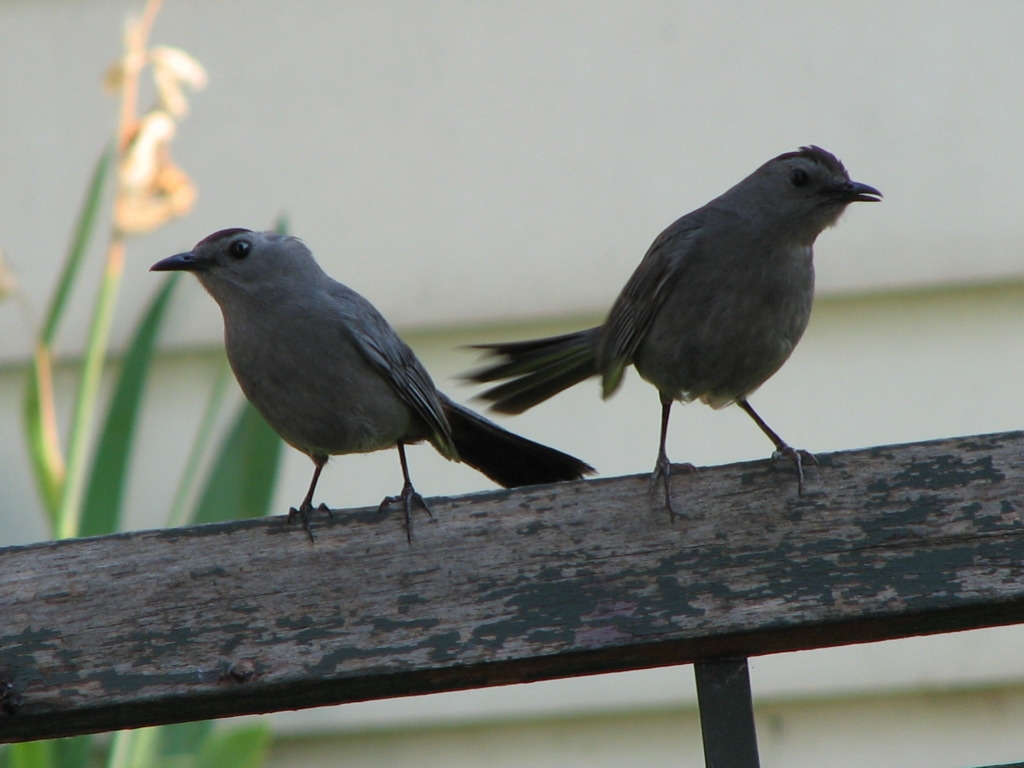
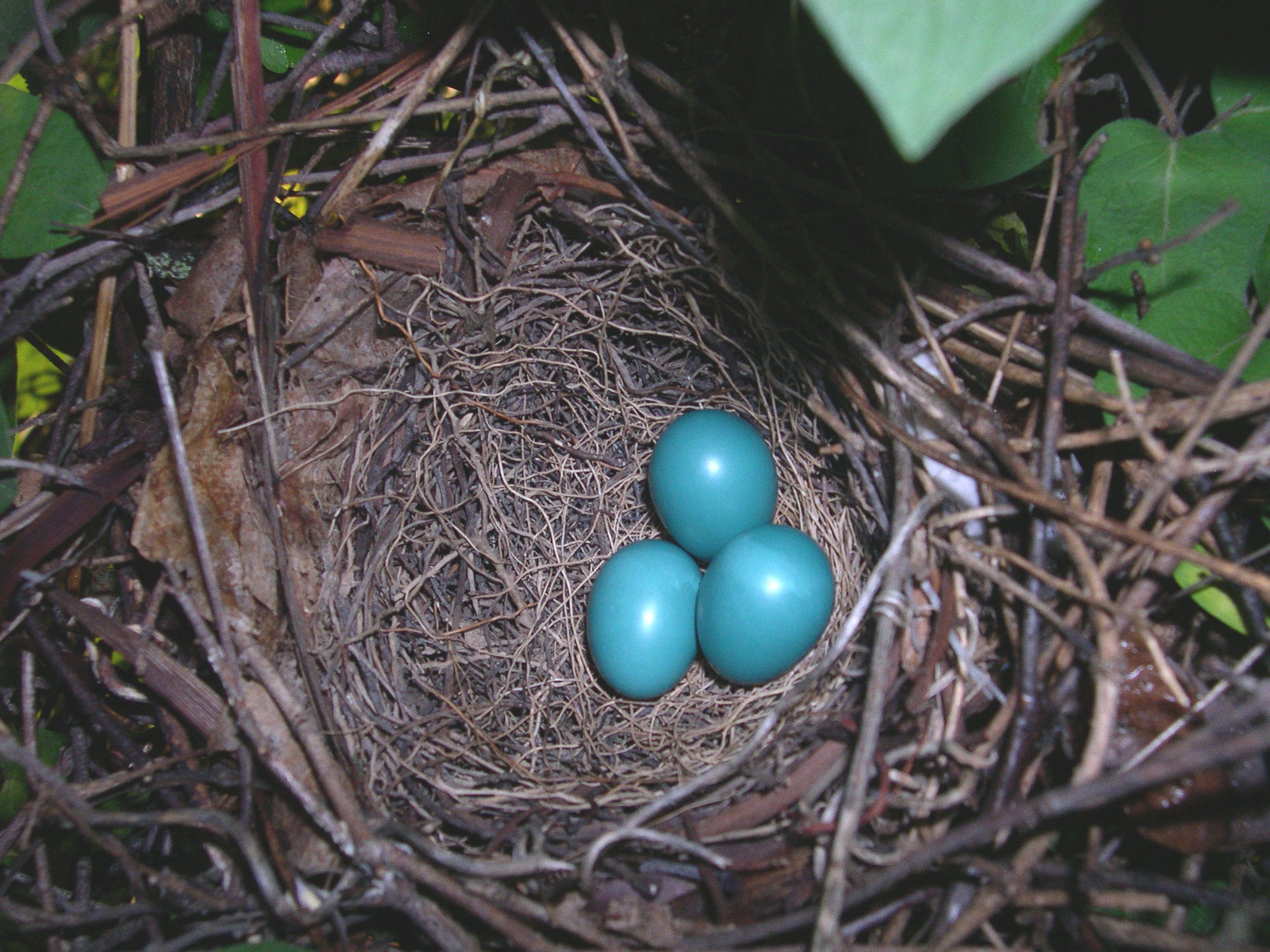
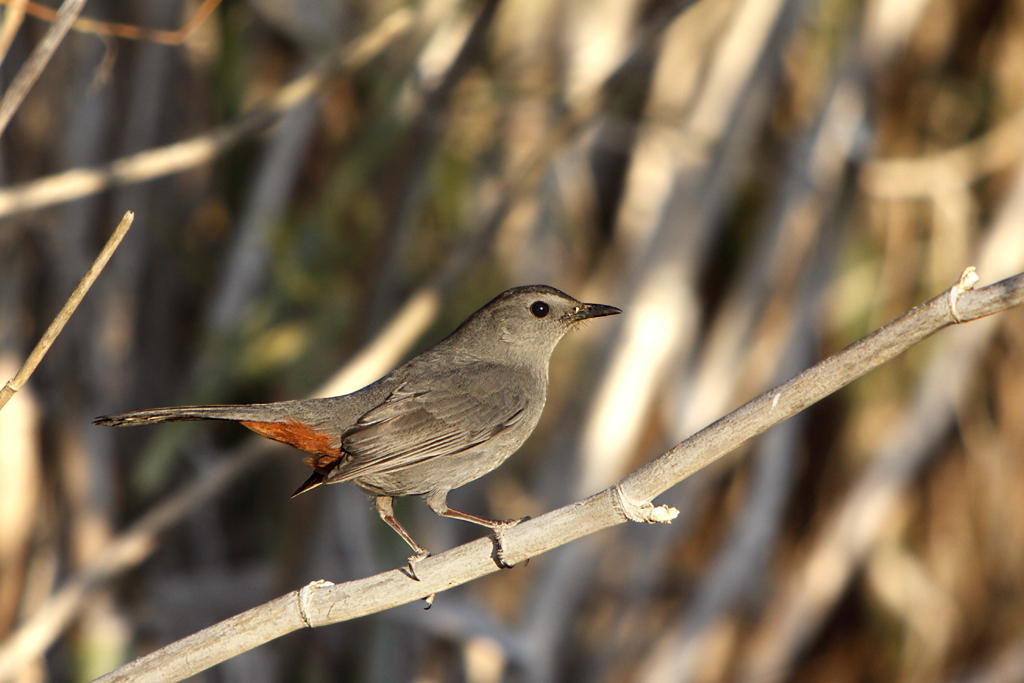